# Faouzi Chaouchi
Faouzi Chaouchi (en árabe: فوزي شاوشي; Bordj Ménaïel, Argelia, 5 de diciembre de 1984) es un futbolista argelino que juega como guardameta y actualmente se encuentra sin equipo.
Su hermano Samir también es futbolista.

## Selección nacional
Ha sido internacional con la selección de fútbol de Argelia en 15 ocasiones. Fue convocado para disputar la Copa del Mundo de 2010 en Sudáfrica. La selección argelina perdió el primer partido ante Eslovenia debido a su tremendo y garrafal error que repercutió por completo en su carrera profesional en la selección. Perdió la confianza del entrenador y de la afición. Fue destituido como primer portero por Raïs M'Bolhi en el siguiente partido frente a Inglaterra, empatando a cero.

### Participaciones en Copas del Mundo
| Mundial                        | Sede      | Resultado      | Partidos | Goles |
| ------------------------------ | --------- | -------------- | -------- | ----- |
| Copa Mundial de Fútbol de 2010 | Sudáfrica | Fase de grupos | 1        | 0     |

### Participaciones en Copas Africanas
| Copa                           | Sede   | Resultado    | Partidos | Goles |
| ------------------------------ | ------ | ------------ | -------- | ----- |
| Copa Africana de Naciones 2010 | Angola | Cuarto lugar | 5        | 0     |

## Clubes
| Club                  | País    | Año       |
| --------------------- | ------- | --------- |
| JS Bordj Ménaïel      | Argelia | 2003-2006 |
| JS Kabylie            | Argelia | 2006-2009 |
| ES Sétif              | Argelia | 2009-2011 |
| MC Alger              | Argelia | 2011-2013 |
| MC Alger              | Argelia | 2014-2018 |
| CA Bordj Bou Arréridj | Argelia | 2018-2020 |

## Palmarés

### Campeonatos nacionales
| Título               | Club       | País    | Año  |
| -------------------- | ---------- | ------- | ---- |
| Campeonato Nacional  | JS Kabylie | Argelia | 2008 |
| Campeonato Nacional  | ES Sétif   | Argelia | 2010 |
| Copa de Argelia      | ES Sétif   | Argelia | 2010 |
| Supercopa de Argelia | MC Alger   | Argelia | 2014 |
| Copa de Argelia      | MC Alger   | Argelia | 2016 |

### Copas internacionales
| Título                       | Club     | Sede  | Año  |
| ---------------------------- | -------- | ----- | ---- |
| Copa de Campeones de la UNAF | ES Sétif | Radès | 2009 |
| Supercopa de la UNAF         | ES Sétif | Sétif | 2010 |
| Recopa de la UNAF            | ES Sétif | Sétif | 2010 |

### Distinciones individuales
| Distinción                                       | Año  |
| ------------------------------------------------ | ---- |
| Mejor portero del Campeonato Nacional de Argelia | 2016 |